# 真光寺 (加須市)
真光寺（しんこうじ）は、埼玉県加須市向古河にあった新義真言宗の寺院である。正観山薬法院慈眼坊と号する。隣接する茨城県古河市徳星寺の末寺（『新編武蔵風土記稿』）。「真光院」とも呼ばれた。現在は廃寺で、寺跡は加須市の指定文化財（史跡）になっている。古河公方ゆかりの寺院であった。

## 歴史
創建の経緯は不明だが、『古河志』に引用されている寺記『武州埼玉郡真光院来由記』によれば、戦国時代の文明年間（1469年 - 1486年）、古河公方足利氏出身の万慶により中興した。『古河志』には里俗の伝承として、当寺の本堂・客殿は公方の居所にあった建物の一部を移したとも紹介されている  。
なお『新編武蔵風土記稿』によれば、文明年間の僧・万慶は中興ではなく開山とされる。後年、宥円の頃に京都・三宝院の末寺から徳星寺の末に変わった。宥円は元禄13年（1700年）に亡くなっているので、江戸時代中頃の出来事である。
当寺のあった向古河村は、古河城から見たとき渡良瀬川対岸にあって、武蔵国北部・上野国への出入口に当たる。『松陰私語』によれば、文明10年（1478年）7月23日、古河公方足利成氏らが武蔵の成田から帰陣する際、向古河の観音堂で休息し、横瀬成繁らに瓜を与えて戦功を賞している。これは真光寺の「観音堂」での出来事と考えられている 。
慶長5年（1600年）には、古河公方足利家の氏姫により、渡良瀬川対岸にある伊賀袋村の浅間神社別当寺に任じられている（『足利氏姫補任状写・武州文書』）。
現在は度重なる水害のため廃寺となり、宝篋塔や墓石を残すのみだったが、近年、有志により観音堂が再建されている。

## 文化財
- 真光寺跡：寺跡は加須市の指定文化財（史跡）[10]。